# HD 10697 b
HD 10697 b أو 109 الحوت b هو كوكب خارج المجموعة الشمسية يدور حول النجم 109 الحوت في كوكبة الحوت . أعلن عن اكتشاف الكوكب في 1 نوفمبر 1999 من قبل ستيفن سكوت فوغت وأخرون في مرصد كيك وتم الاكتشاف عن طريق قياس السرعة الشعاعية للنجم المستضيف. HD 10697 b لة فترة مدارية طويلة تستغرق نحو 1076 يوم كما أنة نموذج للكواكب طويلة الفترة المكتشفة حول النجوم الأخرى .كتلة HD 10697 b لا تقل عن 6.38 كتلة مشترية ومن المرجح أن يكون عملاق غازي.، ولة انحراف مداري مركزي أكبر من كوكب المشتري.